# São José da Bela Vista (kommun)
São José da Bela Vista är en kommun i Brasilien.   Den ligger i delstaten São Paulo, i den sydöstra delen av landet, 500 km söder om huvudstaden Brasília. Antalet invånare är 8 407.
Följande samhällen finns i São José da Bela Vista:
- São José da Bela Vista

Omgivningarna runt São José da Bela Vista är en mosaik av jordbruksmark och naturlig växtlighet. Runt São José da Bela Vista är det ganska glesbefolkat, med 26 invånare per kvadratkilometer.